# フライボール

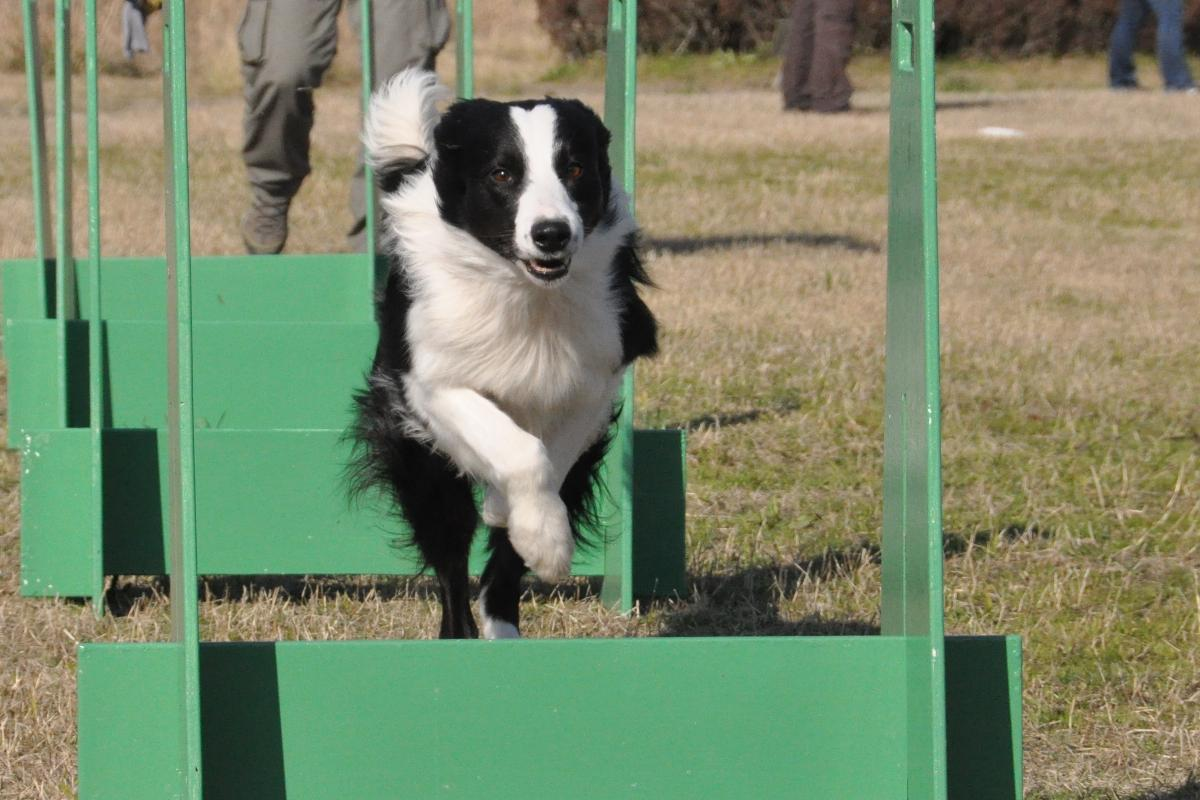
フライボール・ハードル

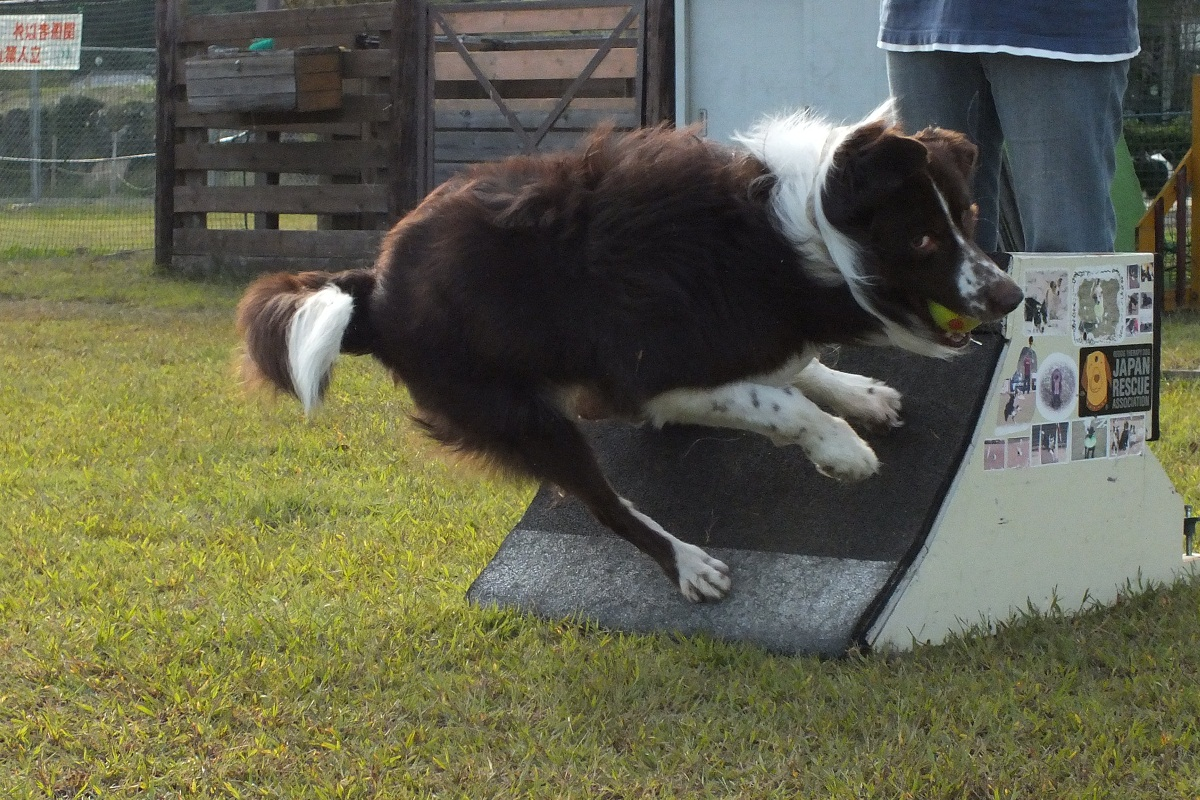
フライボール・キャッチ＆ターン

フライボール（フライボール、FLY BALL）は、競技者（人間）と競技犬とのペアで行うドッグスポーツの一種でチームで競う競技である。
犬と共に楽しく遊ぶスポーツで、プロのように賞金で生活するようなスポーツではないが、充実した犬との共存生活を過ごせる一面を持っている。
競技で主に出場している犬種としてはボーダーコリー、ラブラドールレトリバー、ゴールデンレトリバー、オーストラリアンシェパード、シェットランド・シープドッグ、ウェルシュ・コーギー、ジャックラッセルテリア等が多いが練習次第でどんな犬種でも楽しめる。

## コースの配置

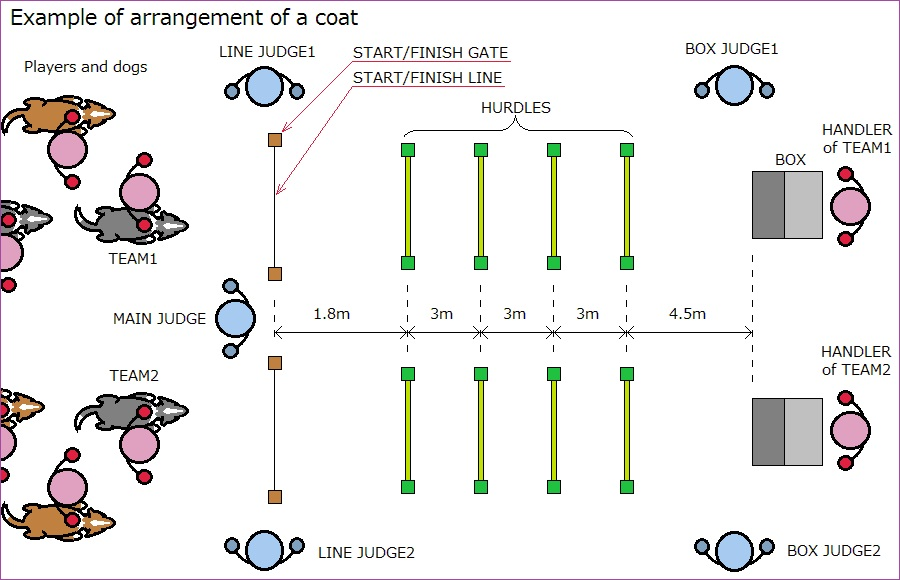
フライボール・コートの例

大会主催団体のルールにより異なる場合があるが、おおむね図に示すような配置によりハードルとフライボール専用のボックスが設置された2つの並走したコース上を4頭の犬が交代で走る。
配置や距離などの詳細については各大会主催団体に確認されたい。

## 道具など
フライボール専用のボックスは各大会主催団体のルールに沿う内容で作成されていて犬がステップに乗ると予めセットしたボールが飛び出す仕組みになっている。
ボールには、テニスボールなどが利用される。
ハードルは、各大会主催団体のルールに基づいて幅、高さ、設置の間隔、などが定められている。

## 競技の進行
大会主催団体のルールにより異なる場合があるが、おおむね下記のような流れで進行される。
1. 競技開始の合図から1頭目の犬が走り出す。
2. ハードルを超えながらフライボール専用のボックスまで走る。
3. フライボール専用のボックスのステップに犬が乗るとフライボール専用のボックスにセットされたボールが飛び出す。
4. 犬は、そのボールをキャッチする。
5. コースを折り返してハードルを越えながらスタート地点に戻る。
6. この時、フライボール専用のボックスにはチームの一員がハンドラーとして待機していてボールが飛び出した後に、速やかに、次の犬に備えて次のボールをセットする。
7. 1頭目の犬がスタート地点に戻る間際に、次の犬をスタートさせてスタートラインの手前で1頭目と2頭目の犬がすれ違うようにさせる。

上記1～7を4頭の犬で繰り返し、4頭目が戻ってくるまでの時間を競う。
大会主催団体のルールにもよるが一般的には、2つの並走したコースで2チーム毎に競う形式がとられている。

## ファールの例
- 競技開始の合図が出る前に1頭目の犬がスタートラインを超えた場合。
- 走行中の犬と、その次走の犬がスタートラインを超えた位置ですれ違った場合。
- 走行中の犬がボールをスタートラインの手前まで持ち帰らなかった場合。
- 走行中の犬が全てのハードルを超えなかった場合。
- その他、大会主催団体が定めるルールによる場合。

## ルール
基本的に参加する大会主催団体によりルールが異なる場合があるので個別に確認する必要がある。

## 競技団体
競技への参加には大会主催団体が定める参加費が必要であるが、練習会などを行う有志の団体などもある。
- 大会の運営団体
  - JFN：日本フライボールネットワーク
  - JFPS：日本フライボール育成協会 - ウェイバックマシン（2006年4月20日アーカイブ分）
  - JKC：ジャパンケンネルクラブ